# Miluše Horská
Miluše Horská (* 26. dubna 1959 Humpolec) je česká politička a vysokoškolská pedagožka, v letech 2012 až 2020 místopředsedkyně Senátu PČR (z toho v letech 2016 až 2018 jako 1. místopředsedkyně). Do české horní komory byla zvolena roku 2010 ve volebním obvodu č. 43 – Pardubice.
Působí také ve funkci ředitelky Základní a praktické školy Svítání a v říjnu 2018 byla krátce zastupitelkou města Pardubice.

## Vzdělání, profese a rodina
V letech 1978–1982 vystudovala Pedagogickou fakultu v Českých Budějovicích se specializací národní škola-tělesná výchova. V období 1984–1992 pracovala jako učitelka na základních školách v Želivu, v Dašicích a Pardubicích. Od roku 1992 působí jako ředitelka Základní a praktické školy Svítání, o.p.s., která poskytuje vzdělání a sociální služby dětem i dospělým s mentálním a kombinovaným postižením. Od roku 2008 přednáší na Katedře speciální pedagogiky Pedagogické fakulty Univerzity Hradec Králové.
Od roku 2002 předsedá správní radě Koalice nevládek Pardubicka o. s. Je laureátem Ceny PŘÍSTAV, kterou mu v roce 2013 udělila Česká rada dětí a mládeže. Má dvě dcery.

## Politická kariéra
V komunálních volbách v roce 2014 kandidovala jako nestranička za hnutí Nestraníci na kandidátce subjektu "Koalice pro Pardubice (KDU-ČSL a NESTRANÍCI)" do Zastupitelstva města Pardubice, ale neuspěla (stala se druhou náhradnicí).
Ve volbách 2010 se stala senátorkou za obvod č. 43 – Pardubice, přestože ji v prvním kole překonal sociální demokrat Jiří Komárek v poměru 22,22 % ku 19,50 % hlasů, ve druhém kole však zvítězila Horská se ziskem 52,23 % hlasů. Kandidovala jako bezpartijní za hnutí Nestraníci. Dne 19. listopadu 2014 byla opět zvolena místopředsedkyní Senátu PČR, když získala 70 hlasů ze 79 možných hlasů.
Ve volbách do Senátu PČR v roce 2016 obhajovala jako nestranička za hnutí Nestraníci svůj mandát v obvodu č. 43 – Pardubice. Její kandidaturu také podporovaly KDU-ČSL a SZ. Se ziskem 27,28 % hlasů postoupila z prvního místa do druhého kola, v němž porazila poměrem hlasů 70,29 % : 29,70 % kandidáta hnutí ANO 2011 Jaroslava Menšíka. Mandát senátorky se jí tak podařilo obhájit. Dne 16. listopadu 2016 byla zvolena 1. místopředsedkyní Senátu PČR, obdržela 58 hlasů od 78 přítomných senátorů.
V komunálních volbách v roce 2018 byla zvolena jako nestranička za hnutí Nestraníci zastupitelkou města Pardubice, když kandidovala za uskupení "Koalice pro Pardubice" (tj. TOP 09, KDU-ČSL a hnutí Nestran.). Původně figurovala na 16. místě kandidátky, ale vlivem preferenčních hlasů skončila třetí. Ještě v říjnu 2018 však na mandát kvůli pracovnímu vytížení rezignovala.
Dne 14. listopadu 2018 byla opět zvolena místopředsedkyní Senátu PČR, obdržela 66 hlasů od 80 přítomných senátorů. Ve funkci 1. místopředsedy ji však nahradil Jiří Růžička (nestraník za TOP 09). V listopadu 2020 už do vedení Senátu PČR nekandidovala.
Ve volbách do Senátu PČR v roce 2022 obhájila jako nestranička za koalici KDU-ČSL a hnutí Nestraníci mandát senátorky v obvodu č. 43 – Pardubice. Podporovala ji též koalice SPOLU (tj. ODS, KDU-ČSL a TOP 09). V prvním kole vyhrála s podílem hlasů 39,05 %, a postoupila tak do druhého kola, v němž se utkala s kandidátem hnutí ANO Martinem Charvátem. Zvítězila poměrem hlasů 57,23 % : 42,76 %, a obhájila tak mandát senátorky.
V Senátu je členkou Senátorského klubu KDU-ČSL a nezávislí, Podvýboru pro rodinu Výboru pro sociální politiku, Stálé delegace Parlamentu České republiky do Meziparlamentní unie, Stálé komise Senátu pro Ústavu České republiky a parlamentní procedury, Stálé komise Senátu pro sdělovací prostředky, je rovněž předsedkyní Výboru pro sociální politiku.

## Kontroverze spojené s výkonem funkce senátorky
V létě 2012 při senátním hlasování o zákoně o DPH bylo hlasováno s hlasovací kartou Miluše Horské, ač sama nebyla vůbec v sále. Senátorka toto vysvětlovala omylem v tom smyslu, že kartu v poledne zapomněla v hlasovacím zařízení a odešla, a později si ji vytáhl jistý senátorský kolega a hlasoval s ní. Jiný senátor se vyjádřil v tom smyslu, že se mu Horská svěřila, že vědomě půjčila kartu jinému kolegovi, aby hlasoval za ni, což Horská odmítla. Vedoucí oddělení vztahů s veřejností a tisková tajemnice Senátu PČR Pavlína Heřmánková jakoukoliv existenci nezákonných machinací odmítla s tím, že dotyčný senátor, který hlasoval kartou Horské, pravděpodobně nehlasoval kartou svou, že rozdíl hlasů pro a proti byl tak velký, že jedním hlasem by nebylo možné hlasování stejně nijak zmanipulovat, a že při opakovaném hlasování zůstal počet přítomných senátorů a počet hlasů pro návrh shodný. Později Horská změnila svůj postoj: nejednalo se údajně o omyl, nýbrž o záměr – podle jejího vyjádření lze soudit, že zřejmě má na mysli úmysl ji samotnou poškodit.
Při senátních hlasováních patří Miluše Horská mezi absentéry: od roku 2016, kdy byla podruhé zvolena, do počátku ledna 2017 chyběla na 62,2 % hlasování, a byla tak druhým největším senátním absentérem po Daniele Filipiové.